# Lylou Borg
Lylou Borg (* 31. Mai 2005 in Pessac, Frankreich) ist eine französische Handballspielerin, die für den französischen Erstligisten Metz Handball aufläuft.

## Karriere

### Im Verein
Borg spielte mehrere Jahre beim französischen Verein US Mios-Biganos. Bei der Damenmannschaft von Mios-Biganos erhielt sie in der Saison 2021/22 und 2022/23 Spielanteile in der dritthöchsten französischen Spielklasse. Im Sommer 2023 wechselte die Rückraumspielerin zum französischen Erstligisten Mérignac Handball. In der Saison 2024/25 wurde sie mit 184 Treffern Torschützenkönigin in der höchsten französischen Spielklasse. Seit der Saison 2025/26 steht sie beim Ligakonkurrenten Metz Handball unter Vertrag.

### In der Nationalmannschaft
Borg gehörte dem Kader der französischen Jugendnationalmannschaft an, mit der sie an der U-17-Europameisterschaft 2021 und an der U-18-Weltmeisterschaft 2022 teilnahm. Anschließend lief sie für die französische Juniorinnennationalmannschaft bei der U-19-Europameisterschaft 2023 und bei der U-20-Weltmeisterschaft 2024 auf. Bei der U-20-WM 2024 gewann sie mit der französischen Auswahl den Titel. Borg erzielte 25 Treffer, verteilte 37 Assists und wurde am Turnierende zum MVP gewählt. Am 6. März 2025 gab sie ihr Länderspieldebüt für die französische A-Nationalmannschaft gegen die deutsche Auswahl.

## Sonstiges
Ihre Mutter Myriam Borg-Korfanty lief für die französischen Handballnationalmannschaft auf. Ihre Zwillingsschwester Enola Borg spielt ebenfalls Handball.